# 波卡 (夏威夷州)
波卡（英語：Paukaa）是位於美國夏威夷州夏威夷縣的一個人口普查指定地區。

## 地理
波卡的座標為19°45′59″N 155°05′55″W / 19.76639°N 155.09861°W，而該地最高點為海拔高度74米（即243英尺）。

## 人口
根據2010年美國人口普查的數據，波卡的面積為1.36平方千米，當中陸地面積為1.10平方千米，而水域面積為0.26平方千米。當地共有人口425人，而人口密度為每平方千米312人。